# Hartley Wespall
Hartley Wespall – wieś i civil parish w Anglii, w hrabstwie Hampshire, w dystrykcie Basingstoke and Deane. Leży 39 km na północny wschód od miasta Winchester i 65 km na zachód od Londynu.